# Phuwiangvenator
Phuwiangvenator yaemniyomi
Genre
Espèce
Phuwiangvenator (« chasseur de Phu Wiang ») est un genre fossile de dinosaures appartenant au groupe des Theropoda Megaraptora qui a vécu au début du Crétacé dans ce qui est maintenant la Thaïlande. Il contient une seule espèce, Phuwiangvenator yaemniyomi, retrouvée dans la formation Sao Khua (en).

## Découverte et description
L'holotype a été trouvé pour la première fois en 1993, avant d'être nommé en 2019. Le spécimen holotype consiste en un squelette partiel composé d'une vertèbre dorsale, de trois vertèbres sacrées fusionnées, d'un métacarpe II droit, de phalanges manuelles et de griffes droites, de tibias droit et gauche, d'un astragale-calcaneum gauche, d'un métatarse I gauche, de métatarses II-IV droits, de phalanges de pieds et de griffes droites, avec un spécimen référencé comprenant un intercentre atloïdien (de la vertèbre atlas) et un astragale-calcaneum droit qui ont été trouvés ensemble.
Il pouvait avoir mesuré 6 m de long.

## Classification
Dans les analyses phylogénétiques, il s'est avéré être le Megaraptora le plus basal. Des matériaux supplémentaires appartenant à l'holotype ont été décrits en 2021.